# Гуарам II од Иберије
Гуарам II, члан династије Гуарамида био је принц Иберије (Картли, источна Грузија) од 684/685. до 693. године.
Био је наследни војвода (eristavi) Кларџети и Џавахетије, а функцију председавајућег принца Иберије стекао је када је његов претходник Адарназ II, члан Хосроидовске династије умро у борби са Хазарима 645/6. године.
Око 689. године, након успешне византијске побуне против Калифата, Гуарам преноси своју лојалност цару Јустинијану II, а додељена му је титула куропалат. Мора да га је наследео његов син или унук Гуарам III непосредно пре 693. године, када су Арапи успели да заузму Кавказ уз помоћ својих савезника Хазара и који уводе директну владавину кроз њихове намеснике (валије) у Двину.